# Sveriges justitieminister
Sveriges justitieminister, formellt Statsråd och chef för Justitiedepartementet, utses i likhet med övriga statsråd av Sveriges statsminister och ingår i Sveriges regering som bekräftas kollegialt av Sveriges riksdag. Justitieministern ingår i den grupp av statsråd som är departementschefer och är därmed överordnad den biträdande justitie- och migrationsministern som också är placerad vid Justitiedepartementet. Justitieministerns närmaste medarbetare är den politiskt tillsatte statssekreteraren.
2022 tillsattes moderaten Gunnar Strömmer som justitieminister i Sverige, och ersatte därmed den tidigare tidigare socialdemokraten Morgan Johansson på posten som justitieminister i Sverige. Justitieministern ansvarar för frågor som rör bekämpning av terrorism, brottmålsärenden, internationellt rättsligt samarbete, lagstiftning, rättsväsendet inklusive polisväsendet, rättsliga och inrikes frågor i EU och offentlighetsprincipen. Ibland har det funnits en biträdande justitieminister i regeringen, senast var Heléne Fritzon det under perioden 2017-2019 och ansvarade då för civilrättsliga frågor. Under 2000-talet har vanligtvis det andra statsrådet på Justitiedepartementet haft titeln inrikesminister eller migrationsminister.

## Historik
Justitiestatsministersämbetet skapades 9 juni 1809 och blev den ene av statsrådets två främsta ledamöter; den andre var utrikesstatsministern. Den egentlige justitieministern vid denna tid var dock snarare justitiekanslern. Vid departementalreformen 16 maj 1840 förlorade justitiekanslern sin plats i statsrådet, samtidigt som Justitiedepartementet inrättades och fick justitiestatsministern som chef. År 1876 blev justitiestatsministern statsminister, och ersattes som chef för justitiedepartementet av justitieministern. Herman Zetterberg är den som innehaft detta ämbete längst tid; 12 år, 52 dagar.

## Lista över Sveriges justitieministrar
|  | Justitieminister                    | Tillträdde        | Avgick            | Varaktighet        | Parti | Parti                     | Regering                                |
|  | ----------------------------------- | ----------------- | ----------------- | ------------------ | ----- | ------------------------- | --------------------------------------- |
|  | Louis De Geer d.ä. (1818–1896)      | 20 mars 1876      | 6 juni 1879       | 3 år och 78 dagar  |       | Oberoende liberal         | De Geer d.ä. III                        |
|  | Ludvig Teodor Almqvist (1818–1884)  | 6 juni 1879       | 19 april 1880     | 0 år och 318 dagar |       | Oberoende liberal         | De Geer d.ä. III                        |
|  | Nils von Steyern (1839–1899)        | 19 april 1880     | 6 februari 1888   | 7 år och 293 dagar |       | Partilös                  | Posse Thyselius Themptander             |
|  | Axel Bergström (1823–1893)          | 6 februari 1888   | 28 september 1888 | 0 år och 235 dagar |       | Oberoende konservativ     | G. Bildt                                |
|  | Axel Örbom (1836–1889)              | 28 september 1888 | 30 maj 1889 †     | 0 år och 244 dagar |       | Oberoende konservativ     | G. Bildt                                |
|  | August Östergren (1832–1914)        | 12 juni 1889      | 5 februari 1896   | 6 år och 238 dagar |       | Partilös                  | Åkerhielm Boström I                     |
|  | Ludvig Annerstedt (1836–1904)       | 5 februari 1896   | 5 december 1901   | 5 år och 303 dagar |       | Partilös                  | von Otter                               |
|  | Hjalmar Hammarskjöld (1862–1953)    | 5 december 1901   | 5 juli 1902       | 0 år och 212 dagar |       | Oberoende konservativ     | von Otter                               |
|  | Ossian Berger (1849–1914)           | 5 juli 1902       | 2 augusti 1905    | 3 år och 28 dagar  |       | Lantmannapartiet          | Boström II Ramstedt                     |
|  | Gustaf Berg (1844–1908)             | 2 augusti 1905    | 7 november 1905   | 0 år och 97 dagar  |       | Protektionistiska partiet | Lundeberg                               |
|  | Karl Staaff (1860–1915)             | 7 november 1905   | 29 maj 1906       | 0 år och 203 dagar |       | Liberala samlingspartiet  | Staaff I                                |
|  | Gustaf Albert Petersson (1851–1938) | 29 maj 1906       | 7 oktober 1911    | 5 år och 131 dagar |       | Allmänna valmansförbundet | Lindman I                               |
|  | Gustaf Sandström (1865–1930)        | 7 oktober 1911    | 17 februari 1914  | 2 år och 133 dagar |       | Liberala samlingspartiet  | Staaff II                               |
|  | Berndt Hasselrot (1862–1930)        | 17 februari 1914  | 30 mars 1917      | 3 år och 41 dagar  |       | Partilös                  | Hammarskjöld                            |
|  | Steno Stenberg (1870–1940)          | 30 mars 1917      | 19 oktober 1917   | 0 år och 203 dagar |       | Allmänna valmansförbundet | Swartz                                  |
|  | Eliel Löfgren (1872–1940)           | 19 oktober 1917   | 10 mars 1920      | 2 år och 143 dagar |       | Liberala samlingspartiet  | Edén                                    |
|  | Östen Undén (1886–1974)             | 10 mars 1920      | 30 juni 1920      | 0 år och 112 dagar |       | Socialdemokraterna        | Branting I                              |
|  | Assar Åkerman (1860–1936)           | 30 juni 1920      | 27 oktober 1920   | 0 år och 119 dagar |       | Socialdemokraterna        | Branting I                              |
|  | Birger Ekeberg (1880–1968)          | 27 oktober 1920   | 13 oktober 1921   | 0 år och 351 dagar |       | Partilös                  | De Geer d.y. von Sydow                  |
|  | Assar Åkerman (1860–1936)           | 13 oktober 1921   | 19 april 1923     | 1 år och 188 dagar |       | Socialdemokraterna        | Branting II                             |
|  | Birger Ekeberg (1880–1968)          | 19 april 1923     | 18 oktober 1924   | 1 år och 182 dagar |       | Partilös                  | Trygger                                 |
|  | Torsten Nothin (1884–1972)          | 18 oktober 1924   | 7 juni 1926       | 1 år och 232 dagar |       | Socialdemokraterna        | Branting III Sandler                    |
|  | Johan Thyrén (1861–1933)            | 7 juni 1926       | 2 oktober 1928    | 2 år och 117 dagar |       | Frisinnade folkpartiet    | Ekman I                                 |
|  | Georg Bissmark (1871–1941)          | 2 oktober 1928    | 7 juni 1930       | 1 år och 248 dagar |       | Allmänna valmansförbundet | Lindman II                              |
|  | Natanael Gärde (1880–1968)          | 7 juni 1930       | 24 september 1932 | 2 år och 109 dagar |       | Oberoende liberal         | Ekman II Hamrin                         |
|  | Karl Schlyter (1879–1959)           | 24 september 1932 | 19 juni 1936      | 3 år och 269 dagar |       | Socialdemokraterna        | Hansson I                               |
|  | Thorwald Bergquist (1899–1972)      | 19 juni 1936      | 28 september 1936 | 0 år och 101 dagar |       | Partilös                  | Pehrsson-Bramstorp                      |
|  | Karl Gustaf Westman (1876–1944)     | 28 september 1936 | 30 augusti 1943   | 6 år och 336 dagar |       | Bondeförbundet            | Hansson II Hansson III                  |
|  | Thorwald Bergquist (1899–1972)      | 30 augusti 1943   | 31 juli 1945      | 1 år och 335 dagar |       | Folkpartiet               | Hansson III                             |
|  | Herman Zetterberg (1904–1963)       | 31 juli 1945      | 20 september 1957 | 12 år och 51 dagar |       | Socialdemokraterna        | Hansson IV Erlander I Erlander II       |
|  | Ingvar Lindell (1904–1993)          | 20 september 1957 | 1 december 1959   | 2 år och 72 dagar  |       | Socialdemokraterna        | Erlander II Erlander III                |
|  | Herman Kling (1913–1985)            | 1 december 1959   | 14 oktober 1969   | 9 år och 317 dagar |       | Socialdemokraterna        | Erlander III                            |
|  | Lennart Geijer (1909–1999)          | 14 oktober 1969   | 8 oktober 1976    | 6 år och 360 dagar |       | Socialdemokraterna        | Palme I                                 |
|  | Sven Romanus (1906–2005)            | 8 oktober 1976    | 12 oktober 1979   | 3 år och 4 dagar   |       | Partilös                  | Fälldin I Ullsten                       |
|  | Håkan Winberg (1931–2022)           | 12 oktober 1979   | 5 maj 1981        | 1 år och 205 dagar |       | Moderaterna               | Fälldin II                              |
|  | Carl Axel Petri (1929–2017)         | 5 maj 1981        | 8 oktober 1982    | 1 år och 156 dagar |       | Partilös                  | Fälldin III                             |
|  | Ove Rainer (1925–1987)              | 8 oktober 1982    | 10 november 1983  | 1 år och 33 dagar  |       | Socialdemokraterna        | Palme II                                |
|  | Anna-Greta Leijon (tf.) (1939–2024) | 11 november 1983  | 15 november 1983  | 0 år och 5 dagar   |       | Socialdemokraterna        | Palme II                                |
|  | Sten Wickbom (1931–2015)            | 15 november 1983  | 19 oktober 1987   | 3 år och 338 dagar |       | Socialdemokraterna        | Palme II Carlsson I                     |
|  | Anna-Greta Leijon (1939–2024)       | 19 oktober 1987   | 7 juni 1988       | 0 år och 232 dagar |       | Socialdemokraterna        | Carlsson I                              |
|  | Thage G. Peterson (tf.) (född 1933) | 7 juni 1988       | 30 september 1988 | 0 år och 115 dagar |       | Socialdemokraterna        | Carlsson I                              |
|  | Ingvar Carlsson (tf.) (född 1934)   | 30 september 1988 | 4 oktober 1988    | 0 år och 4 dagar   |       | Socialdemokraterna        | Carlsson I                              |
|  | Laila Freivalds (född 1942)         | 4 oktober 1988    | 4 oktober 1991    | 3 år och 4 dagar   |       | Socialdemokraterna        | Carlsson I Carlsson II                  |
|  | Gun Hellsvik (1942–2016)            | 4 oktober 1991    | 7 oktober 1994    | 3 år och 3 dagar   |       | Moderaterna               | C. Bildt                                |
|  | Laila Freivalds (född 1942)         | 7 oktober 1994    | 21 september 2000 | 5 år och 350 dagar |       | Socialdemokraterna        | Carlsson III Persson                    |
|  | Lena Hjelm-Wallén (tf.) (född 1943) | 21 september 2000 | 16 oktober 2000   | 0 år och 25 dagar  |       | Socialdemokraterna        | Persson                                 |
|  | Thomas Bodström (född 1962)         | 16 oktober 2000   | 6 oktober 2006    | 5 år och 355 dagar |       | Socialdemokraterna        | Persson                                 |
|  | Beatrice Ask (född 1956)            | 6 oktober 2006    | 3 oktober 2014    | 7 år och 362 dagar |       | Moderaterna               | Reinfeldt                               |
|  | Morgan Johansson (född 1970)        | 3 oktober 2014    | 18 oktober 2022   | 8 år och 15 dagar  |       | Socialdemokraterna        | Löfven I Löfven II Löfven III Andersson |
|  | Gunnar Strömmer (född 1972)         | 18 oktober 2022   | nuvarande         | 2 år och 143 dagar |       | Moderaterna               | Kristersson                             |

## Biträdande justitieministrar
En vanlig benämning på ett statsråd som inte samtidigt är departementschef är ”biträdande justitieminister”. När den nya regeringsformen trädde i kraft den 1 januari 1975 försvann officiellt de så kallade konsultativa statsråden, inklusive juristkonsulterna. Samtliga ledamöter av regeringen är sedan dess helt enkelt statsråd och de statsråd som inte är departementschefer men knutna till ett departement kallas ofta biträdande minister för departementets ansvarsområden, såvida portföljen inte har ett mer specifikt utpekat område.
Det statsråd som är biträdande justitieminister kan ha flera olika sakområden i sin portfölj och har beroende på vad dessa frågor har varit kallats energiminister, demokratiminister, förvaltningsminister, integrationsminister, storstadsminister etc. Gemensamt för de flesta av dessa informella titlar är att de inte täcker in hela ministerns verksamhetsområden utan bara en del, oftast det dominerande ansvarsfältet.  
Den förste som utnämndes till biträdande statsråd i justitiedepartementet var juristen Carl-Axel Petri som 1979 blev energiminister i den andra Fälldin-regeringen i syfte att lägga den för de borgerliga partierna så besvärliga energipolitiken på ett opolitiskt statsråd.